# Pararge fulvappennina
Pararge fulvappennina är en fjärilsart som beskrevs av Ruggero Verity 1953. Pararge fulvappennina ingår i släktet Pararge och familjen praktfjärilar. Inga underarter finns listade i Catalogue of Life.